# Conférence de Briare

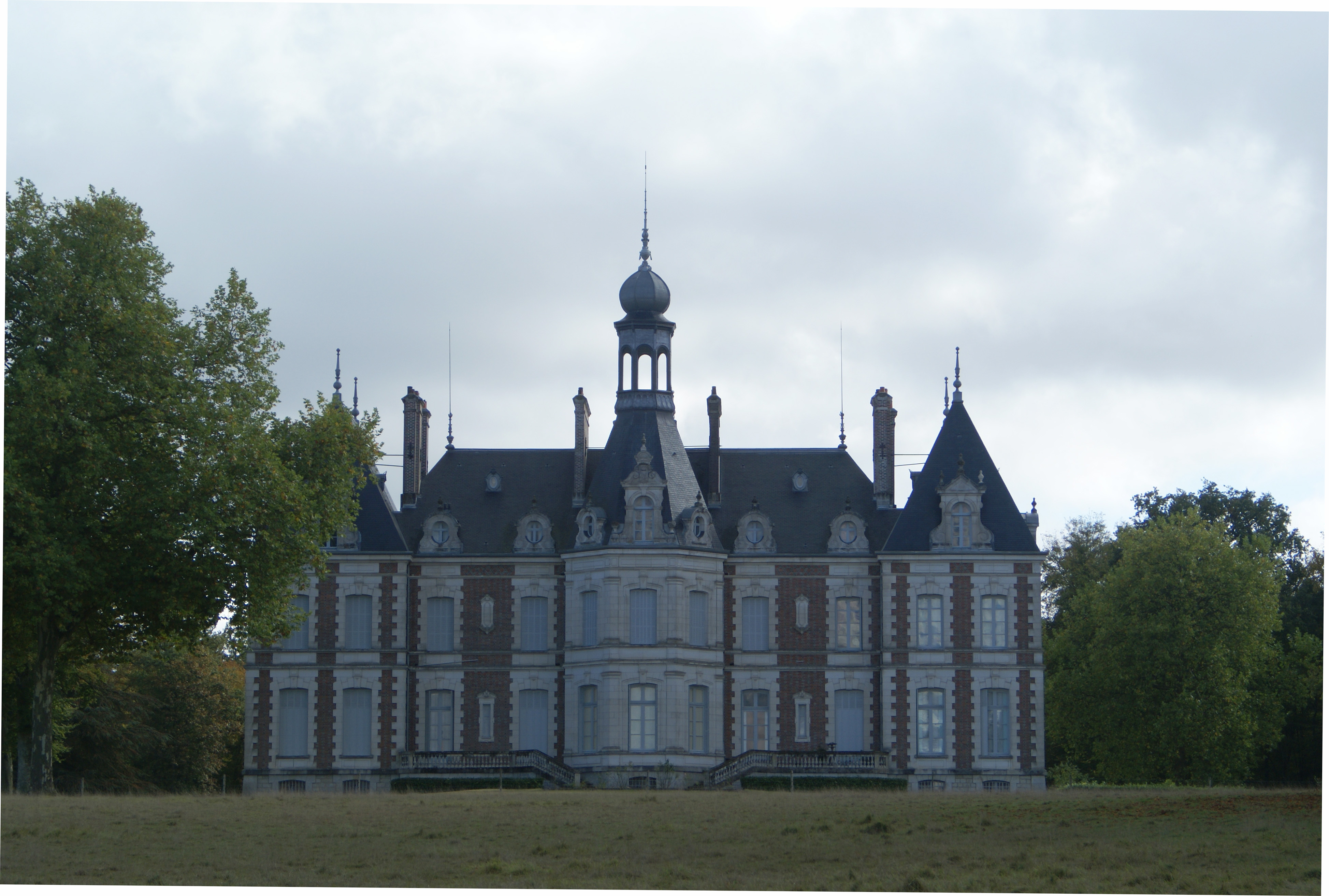
Le château du Muguet où se tint la conférence dite de Briare

La conférence de Briare est le nom donné à l'avant-dernière réunion du Conseil suprême interallié, une structure réunissant les chefs de gouvernement et les chefs militaires britanniques et français au début de la Seconde Guerre mondiale. Elle se tient les 11 et 12 juin 1940 au château du Muguet, à Breteau dans le sud-est du Loiret, non loin de Briare. Alors que le gouvernement français s'est replié sur Tours et ses environs et que l'armée allemande progresse en France, cette réunion marque la première fracture entre les alliés français et britanniques sur la volonté de poursuivre la guerre.

## Le contexte
Après l’évacuation de 340 000 soldats franco-britanniques à Dunkerque (31 mai–3 juin 1940), la Wehrmacht lance une offensive le 5 juin contre une armée française très affaiblie. Le gros du matériel a été perdu en Belgique et dans les Flandres et un tiers de ses troupes, dont les plus aguerries, ne sont plus opérationnelles. Le 10 juin 1940, l'Italie déclare la guerre à la France. Les troupes allemandes ont franchi la Seine à Elbeuf, se dirigeant vers Évreux et elles encerclent également Reims. Pourtant depuis les troupes françaises se sont ressaisies, refluant plus lentement et en bon ordre en menant même des opérations de retardement.
Le gouvernement français et son administration se sont repliés sur Tours et les châteaux environnants le 10 juin au soir. Les communications entre les différentes administrations dans ces châteaux qui ne disposent souvent que d'un téléphone à manivelle ne sont pas faciles. Le ministère de l'Intérieur s'est installé dans la préfecture de Tours, Paul Reynaud, président du Conseil s'est replié sur le château de Chissay, à Chissay-en-Touraine. À trente kilomètres de là, Albert Lebrun a installé la présidence de la République au château de Cangé à Saint-Avertin, dans la banlieue de Tours. Deux conseils des ministres s'y tiennent les 12 juin 1940 et 13 juin 1940.
Le général Weygand, qui a remplacé le général Gamelin un mois plus tôt à la tête des armées françaises, a installé la veille le Grand quartier général sur le domaine de Vaugereau
à Briare et lui-même et son cabinet occupent le château du Muguet à Breteau (dans le Loiret, à la limite de l'Yonne, à 6 km au nord-est de Briare). Il songe alors à établir une ligne de défense entre Caen, Tours, Loire moyenne, Clamecy, Dijon et Dôle.
Dans l'après-midi, Reynaud, lors d'une réunion au PC du général Doumenc dans le manoir de Vaugereau, avec Pétain (qu'il a nommé vice-président du Conseil un mois plus tôt) et le général Weygand, accepte la proposition de ce dernier de déclarer Paris « ville ouverte » (elle sera occupée par les Allemands le 14 juin).
Tout juste promu général de brigade, de Gaulle est entré au gouvernement. Reynaud l'a nommé quelques jours plus tôt, le 6 juin, et malgré l'opposition de plusieurs membres du gouvernement, comme sous-secrétaire d'État à la Guerre et à la Défense nationale (la fonction de ministre de la Guerre est assurée directement par le président du Conseil Paul Reynaud). Après un rapide voyage à Londres le 9 juin où il a rencontré Churchill au 10 Downing Street, il est rentré à Paris assister à son premier conseil de Guerre. Descendu avec Reynaud à Orléans, il est ensuite parti au PC du général Huntzinger, commandant du groupe d'armées Centre, à Arcis-sur-Aube où Reynaud l'a envoyé sonder ce dernier pour remplacer Weygand comme généralissime à la tête des armées françaises, une idée suggérée par de Gaulle, pour écarter Weygand qu'il juge mener une politique défaitiste mais le projet n'aura pas de suite.

## Le Conseil suprême interallié
Le Conseil suprême interallié (en anglais Anglo French Supreme War Council) fut créé à l'été 1939, juste avant le déclenchement de la Seconde Guerre mondiale pour superviser la stratégie militaire conjointe entre la France et le Royaume-Uni. La plupart de ces délibérations eurent lieu pendant la drôle de guerre. Les trois dernières réunions se tinrent en France : Paris, le 31 mai 1940 ; Breteau, les 11 et 12 juin 1940 et Tours le 13 juin 1940, lors de l'offensive éclair allemande de mai et juin 1940.

## Déroulement
C'est Winston Churchill qui provoque cette réunion du Conseil suprême interallié que Reynaud se charge d'organiser. Le Royaume-Uni souhaitait savoir ce qu'envisageait le gouvernement français alors que ce dernier avait quitté Paris devant l'avancée allemande. La réunion se tient dans le décor champêtre et paisible du château du Muguet, un château de la fin du XIXe siècle construit dans un style Louis XIII. Elle débute à 19 heures. Au cours de ce conseil, vont apparaître des tensions entre Français et Britanniques mais également des fractures entre les militaires et les dirigeants politiques français sur la poursuite ou non de la guerre.
Churchill et son secrétaire d'État à la Guerre Anthony Eden arrivent le 11 juin 1940 à Briare. Leur avion se pose sur un petit aérodrome à côté de là.
Sont présents côté britannique, Winston Churchill, Anthony Eden, les généraux Spears, délégué spécial britannique auprès du gouvernement français, Ismay, devenu conseiller militaire du Premier ministre, et Dill, Chef d'état major général de l'Empire Britannique, et côté français, Paul Reynaud, Philippe Pétain, Charles de Gaulle, Maxime Weygand et son adjoint le général Alphonse Georges, le colonel Villelume, chef de cabinet au ministère de la Guerre et le diplomate Roland de Margerie (qui en fera le compte rendu officiel).
Churchill désire voir la France poursuivre la lutte, mais refuse d'engager  son aviation. Reynaud et De Gaulle, sont du même avis. Ils désirent continuer le combat depuis l'Afrique du Nord et/ou depuis un éventuel « réduit breton ». L'avis de Pétain et Weygand est différent. Ces derniers songent déjà à l'armistice avec l'Allemagne.
Churchill, reprenant les idées de Reynaud et De Gaulle, partisans de continuer la lutte, suggère de « poursuivre dans diverses régions de la France une lutte de guérilla qui disperserait les efforts de l'ennemi ». D'après les divers comptes-rendus, Churchill et Reynaud réaffirment le principe d'une farouche résistance militaire. Mais Weygand fait lui une présentation très pessimiste : il ne peut garantir que les « lignes tiennent encore demain ». Il demande donc le soutien massif de l'aviation britannique ajoutant : « S'il faut envisager l'occupation complète de la métropole, on en vient à se demander comment la France serait capable de continuer la guerre ». L'idée du « réduit breton » étant abandonnée, Reynaud envisage la poursuite du combat dans l'espace colonial français, alors que Pétain et Weygand sont partisans d’un armistice rapide pour éviter l’anéantissement et l'occupation totale du pays. Paul Reynaud rappelle alors à Weygand que la décision d'un armistice est d'ordre politique et ne relève pas du généralissime.
Churchill remarque que le seul membre du gouvernement français à ne pas sombrer dans le pessimisme total est De Gaulle. Comme Churchill, celui-ci raisonne en terme planétaire et ne limite pas ce conflit, qu'il conçoit mondial, à un simple enjeu franco-allemand. Weygand croit, au contraire, n'assister qu'à un nouvel épisode du cycle commencé en 1870.
La réunion se poursuit dans la matinée du 12 juin. Le chef de la marine française, l'amiral François Darlan, rejoint la réunion. Face à l'inquiétude de Churchill sur l'avenir de la flotte française —  flotte moderne et après la Royal Navy, la plus puissante d'Europe — il lui assure que jamais celle-ci ne tombera dans les mains allemandes. Cette promesse verbale arraché a Darlan ne satisfera pas les Britanniques, et malgré les télégrammes envoyés les semaines suivantes par les Anglais rien ne sera fait. Au procès Pétain en aout 1945, l'ancien ambassadeur Léon Noel le confirme et va déclarer que même entre le 17 Juin 1940 et le 25 Juin 1940 le Gouvernement Pétain ne prendra aucune précaution pour mettre à l'abri la flotte.
La réunion s'achève sur un désaccord entre les deux camps, néanmoins, Churchill obtient de Reynaud l'assurance qu'aucune décision définitive du gouvernement français ne serait prise sans en référer aux Britanniques, et lui promet que le Royaume-Uni vainqueur restaurera la France « in her dignity and greatness » (« dans sa dignité et sa grandeur »).

## Churchill - De Gaulle
La conférence de Briare marque la seconde rencontre entre de Gaulle et Churchill. Ceux-ci se sont vus la veille, le 9 juin, à Londres. De Gaulle a quitté son commandement au front pour être nommé au gouvernement par Reynaud quelques jours plus tôt, le 6 juin, pour coordonner l'action avec le Royaume-Uni pour la poursuite du combat.
Au château du Muguet, il est impressionné par la volonté de Churchill. Il notera dans ses Mémoires de guerre : « Notre conversation fortifia la confiance que j'avais dans sa volonté. Lui-même en retint sans doute que De Gaulle, bien que démuni, n'en était pas moins résolu ».
Les Britanniques remarquent aussi la détermination de De Gaulle. Ainsi Spears écrira : « Il était calme, maître de lui, absolument pas démonté... Civils et militaires britanniques étaient enchantés de voir auprès de Reynaud le soutien de cette vigoureuse personnalité alors que les Français avaient le visage blême, l'air de prisonniers... » et ajoutera « le Premier ministre qui paraissait chercher quelque chose sur les visages des Français a regardé plusieurs fois De Gaulle et a semblé y avoir trouvé ce qu'il cherchait... ». Churchill écrira à propos de De Gaulle « Il était jeune et énergique et m'avait fait une impression très favorable. Je croyais probable que si la ligne actuelle s'effondrait, Reynaud lui demanderait de prendre le commandement ».

## L'ultime réunion de Tours

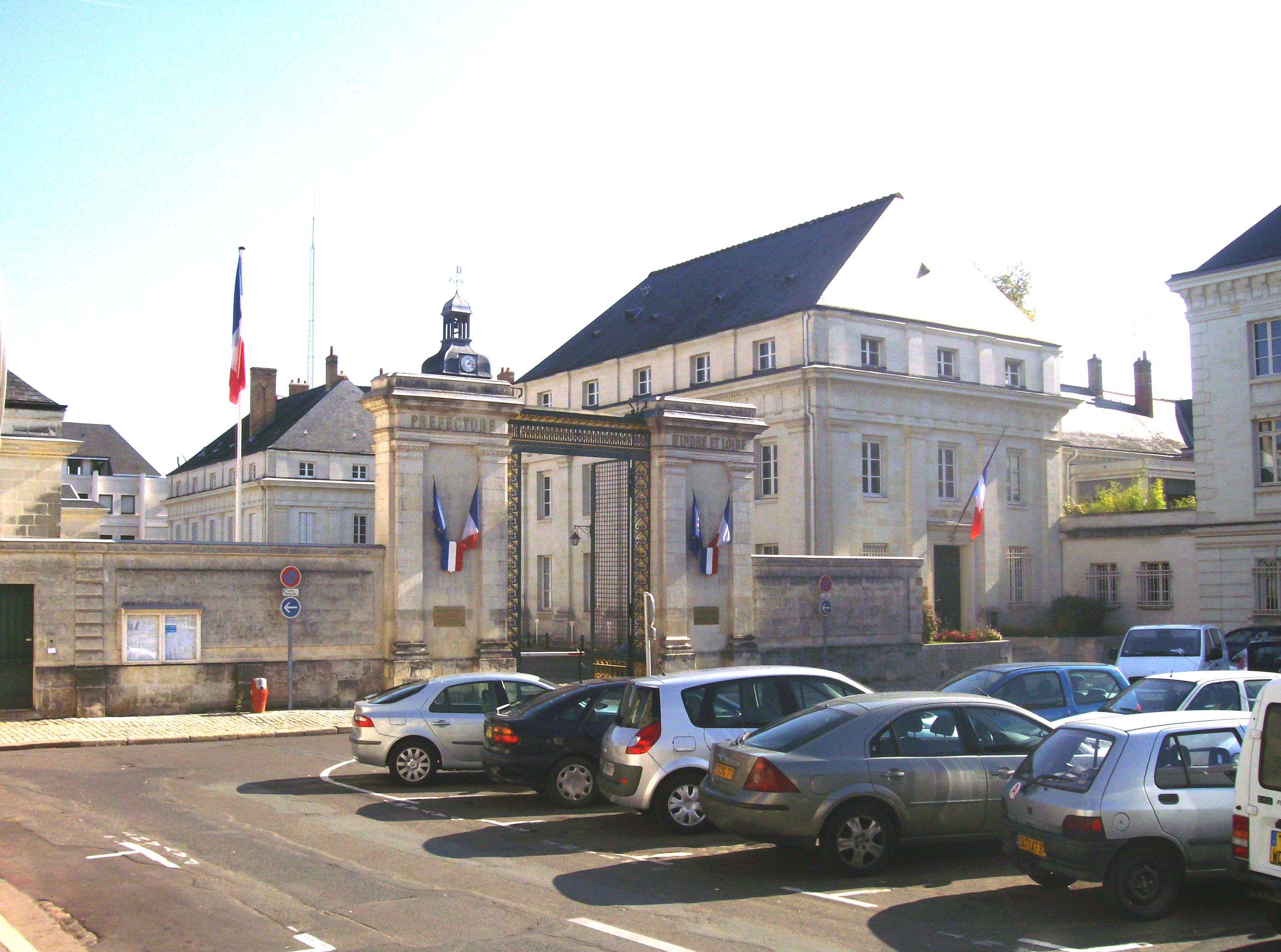
La préfecture de Tours où se déroula l'ultime réunion

L'ultime réunion du Conseil suprême interallié se tient le lendemain, le 13 juin 1940, à Tours. Elle souligne plus encore la fracture. Les dirigeants britanniques rentrent à Londres et le gouvernement français se replie sur Bordeaux où Paul Reynaud démissionne trois jours plus tard. Pétain, nommé nouveau président du Conseil, commence presque immédiatement les négociations d'armistice.

## Suites
Le gouvernement français se replie sur Bordeaux le 13 au soir. Après avoir exposé son plan d'une poursuite du combat à Paul Reynaud, De Gaulle part pour Rennes le 15 pour voir pour un éventuel « réduit breton ». Le soir même, il embarque à Brest sur le contre-torpilleur Milan pour Plymouth. Il est reparti en Grande-Bretagne pour organiser l'aide de navires britanniques pour le transfert des troupes françaises en Afrique du Nord. Il déjeune le 16 juin avec Churchill et discute avec lui du projet d'union entre la Grande-Bretagne et la France : l'union franco-britannique. Ce projet est communiqué au gouvernement français mais ne suscite pas l'adhésion.
De Gaulle rentre dans la soirée en avion sur Bordeaux. Mais Reynaud, fatigué, hésitant sur la conduite à tenir et ne se sentant pas assez soutenu par les principaux membres de son gouvernement, démissionne après le Conseil des ministres. Le président Albert Lebrun choisit, sur proposition de Reynaud, le maréchal Pétain pour lui succéder et celui-ci nomme dans la foulée son gouvernement dans lequel ne figurent plus que des partisans d'un armistice. Il annoncera le lendemain à la radio l'ouverture de négociations d'armistice. De Gaulle repart à Londres avec le général Spears dans la matinée du 17 juin et rencontre de nouveau Churchill dans l'après-midi. Ils conviennent que dès l'annonce de l'ouverture de négociations d'armistice par le nouveau gouvernement français, de Gaulle pourra lancer un appel à BBC pour la poursuite du combat. Pétain annonçant une négociation d'armistice ce même jour, Churchill donne formellement son accord le lendemain, et de Gaulle prononce alors l'appel du 18 juin.